# Brandi Cross
Brandi Cross (ur. 20 stycznia 1988) – amerykańska lekkoatletka, sprinterka.

## Osiągnięcia
- złoty medal mistrzostw świata juniorów młodszych (sztafeta szwedzka, Marrakesz 2005)
- złoto mistrzostw świata juniorów (sztafeta 4 x 400 m, Pekin 2006)

## Rekordy życiowe
- bieg na 300 m - 37,55 (2006)
- bieg na 400 m - 51,63 (2008)
- bieg na 500 m - 1:11,47 (2008)
- bieg na 300 m (hala) - 38,83 (2007)
- bieg na 400 m (hala) - 52,12 (2008)